# Conseil national de l'économie circulaire
 (mai 2019).
Si vous disposez d'ouvrages ou d'articles de référence ou si vous connaissez des sites web de qualité traitant du thème abordé ici, merci de compléter l'article en donnant les références utiles à sa vérifiabilité et en les liant à la section « Notes et références ».
Pour les articles homonymes, voir CND.
Le Conseil national des déchets (CND) est, en France, une institution consultative compétente sur le domaine des déchets. Il devient en 2021 le Conseil national de l'économie circulaire (CNEC) à la suite de la loi AGEC.

## Missions
Il peut être interrogé par le ministre chargé de l'Environnement sur toute question portant sur les déchets, leur production, leurs impacts, les moyens de préventivement réduire leur production, etc. Il donne aussi des avis les projets de textes législatifs ou règlementaires ayant une incidence dans le domaine des déchets, dont la traduction dans le droit français de la législation européenne, dont la Directive-cadre sur les déchets.
Il peut s'autosaisir de toute question lui semblant importante dans son domaine.

## Nature juridique
Il a été créé par décret du 5 juillet 2001.

## Fonctionnement
Il est composé de 33 membres nommés pour trois ans par le ministre chargé de l’Environnement et qui travaillent en sous-groupes thématiques au sein du Conseil.
On y trouve des représentants des élus, professionnels, associations de protection de l’environnement et de consommateurs, administrations de l’État, établissements publics et personnalités qualifiées.
Il est présidé par Franck GilardI (Député-maire des Andelys, pour trois ans (2005-2007), qui succède à Jacques Pélissard, député-maire de Lons-le-Saunier. Véronique Riotton le préside depuis 2021.